# Древнерусская куна

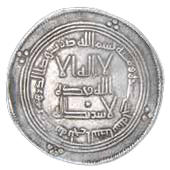
Дирхем (куна) раннего Халифата

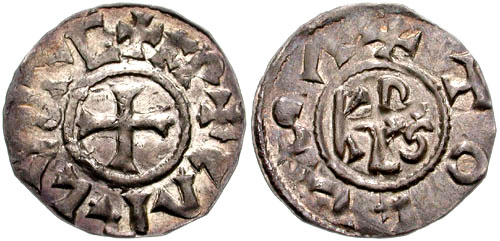
Денарий (куна) Карла Великого

Куна (др.-рус. кѹна́) — весовая и денежная единица, а также название монет Древней Руси в X—XV веках. 

## Метрология
Русское денежное обращение возникло в начале IX века в связи с массовым проникновением в русские земли восточного дирхема весом 2,73 г, который становится к уже бытующей здесь гривне весом 68,22 г в оригинальное отношение 1:25. На Руси монета получает название куна.

Аже лодью украдеть, то 7 кунъ продаже, а лодию лицемь воротити, а за морьскую лодью 3 гривны, а за набоиною 2 гривне, а за челнъ 8 кунъ, а за стругъ гривна.— Пр. Рус., 131 (1282 г. ~ XII в.)
Позже, с появлением в русском денежном обращении западноевропейских серебряных монет куной стали называть и европейский денарий. В итоге кунами стали называть деньги вообще.
Как денежная единица Древней Руси куна составляла 1⁄25 гривны в X—XI веках, 1/50 гривны до начала XV века. Сложилась «кунная система»: 1 куна = 2 г серебра = 1⁄25 гривны = 2 резанам = 4—6 веверицам.

## Этимология
Происхождение слова «куна» советские исследователи связывали со шкуркой куницы, имевшей большую ценность. Другие версии:
- В «Толковом словаре» В. И. Даля (т. 2, 1881, с. 218) есть два слова «куна»: с ударением на первом слоге — диалектное (рязанское и тамбовское) и на последнем слоге. Именно второе имеет значение «куница», а также — «денежный знак, когда бельи, куньи, собольи меха заменяли деньги». Впрочем, интересно, что первый вариант слова «куна» означает «пригоршня, горсть», то есть то же, что и «драхма» по-гречески[5].